# Cohors I Chalcidenorum
Die Cohors I Chalcidenorum [equitata] (deutsch 1. Kohorte aus Chalcis [teilberitten]) war eine römische Auxiliareinheit. Sie ist durch Militärdiplome und Inschriften belegt. In einer Inschrift wird sie als Cohors Chalcidensis bezeichnet, in einer weiteren Inschrift als Cohors I Chalcedonensis.

## Namensbestandteile
- Cohors: Die Kohorte war eine Infanterieeinheit der Auxiliartruppen in der römischen Armee.

- I: Die römische Zahl steht für die Ordnungszahl die erste (lateinisch prima). Daher wird der Name dieser Militäreinheit als Cohors prima .. ausgesprochen.

- Chalcidenorum: aus Chalcis. Die Soldaten der Kohorte wurden bei Aufstellung der Einheit aus der Stadt Chalcis und ihrer Umgebung rekrutiert.

- equitata: teilberitten. Die Einheit war ein gemischter Verband aus Infanterie und Kavallerie. Der Zusatz kommt in drei Inschriften[3] vor.

- sagittariorum oder sagittaria: der Bogenschützen. Die Einheit bestand möglicherweise (zum Teil) aus Bogenschützen.[A 1]

Da es keine Hinweise auf den Namenszusatz milliaria (1000 Mann) gibt, war die Einheit eine Cohors quingenaria equitata. Die Sollstärke der Kohorte lag bei 600 Mann (480 Mann Infanterie und 120 Reiter), bestehend aus 6 Centurien Infanterie mit jeweils 80 Mann sowie 4 Turmae Kavallerie mit jeweils 30 Reitern.

## Geschichte
Die Kohorte war in den Provinzen Africa und Numidia stationiert. Sie ist auf Militärdiplomen für die Jahre 127 bis 128/129 n. Chr. aufgeführt.
Die Einheit wurde möglicherweise schon vor 69 aufgestellt. Der erste Nachweis der Kohorte in Numidia beruht auf einer Inschrift, die auf 125/126 datiert ist. Durch ein Militärdiplom ist die Einheit erstmals für das Jahr 127 in Africa nachgewiesen. In dem Diplom wird die Kohorte als Teil der Truppen (siehe Römische Streitkräfte in Africa) aufgeführt, die in der Provinz stationiert waren. Ein weiteres Diplom, das auf 128/129 datiert ist, belegt die Einheit in derselben Provinz.
Der letzte Nachweis der Kohorte beruht auf zwei Inschriften, die auf 163/164 datiert sind.

## Standorte
Standorte der Kohorte in Africa proconsularis bzw. Numidia waren möglicherweise:
- Bir Oum Ali: drei Inschriften[10] wurden hier gefunden.
- Gemellae (M'Lili): zwei Inschriften[11] wurden hier gefunden.

## Angehörige der Kohorte
Folgende Angehörige der Kohorte sind bekannt.

### Kommandeure
| - [], (AE 1973, 485) - Gaius Suetonius Ianuarius, ein Präfekt - Gaius Venaecius Voconianus, ein Präfekt | - Gallonius, ein Präfekt (CIL 8, 17586) - Titus Staberius Secundus, ein Präfekt |

### Sonstige
| - Agrippa, ein Centurio (AE 1900, 197): er wurde von der Cohors III Thracum Syriaca zur Cohors I Chalcidenorum versetzt. | - Luc(ius) Granius Rogatianus, ein Decurio (CIL 8, 17980) |